# Rinoceront de Java
El rinoceront de Java (Rhinoceros sondaicus) és un membre de la família dels rinoceròtids i un dels cinc rinoceronts vivents. Pertany al mateix gènere que el rinoceront de l'Índia i té una pell en mosaic, similar a la d'aquest, que s'assembla a una armadura; tanmateix, amb una llargada de 310-320 centímetres i una alçada de 140-170 centímetres, és més petit que el rinoceront de l'Índia i té una mida més similar a la del rinoceront negre. La banya, de menys de 25 cm, és més petita que en la resta d'espècies de rinoceront.
Antigament, era el més estès dels rinoceronts asiàtics; el rinoceront de Java s'estenia des de les illes d'Indonèsia fins a l'Índia i la Xina, passant pel sud-est d'Àsia. Actualment, l'espècie es troba en perill crític; només se'n coneixen dues poblacions salvatges i cap en captivitat. És, possiblement, el gran mamífer més rar del planeta. Una població de no més de 40 exemplars viu al Parc Nacional d'Ujung Kulon, a l'illa de Java (Indonèsia) i una petita població, que el 2007 fou estimada a un màxim de vuit exemplars, sobreviu al Parc Nacional de Cat Tien, al Vietnam. El declivi del rinoceront de Java s'atribueix principalment a la caça furtiva, principalment per les seves banyes, que tenen un gran valor en la medicina tradicional xinesa i al mercat negre s'arriben a vendre fins a 30.000 $ per quilogram. La pèrdua d'hàbitat al sud-est asiàtic, especialment com a resultat de guerres com ara la guerra del Vietnam, també ha contribuït al declivi de l'espècie i n'ha obstaculitzat la recuperació. L'àmbit de distribució actual es troba dins de dues àrees protegides, però els rinoceronts encara estan amenaçats pels caçadors furtius, les malalties i una pèrdua de diversitat genètica que provoca una depressió endogàmica. No se'n conserva cap exemplar en captivitat.
El rinoceront de Java pot viure 30-45 anys en estat salvatge. Històricament, vivia a les jungles de plana, els herbassars humits i les grans planes inundables. El rinoceront de Java és en gran part solitari, excepte durant el festeig i la cria dels joves, tot i que a vegades es poden congregar grups a prop de rebolcadors i fonts de sal. Al seu àmbit de distribució, a part dels humans, els adults no tenen depredadors. El rinoceront de Java sol evitar els humans, però ataca si se sent amenaçat. Els científics i conservacionistes rarament estudien els animals de manera directa, a causa de la seva extrema raresa i el risc d'interferir amb aquesta espècie amenaçada. Els investigadors utilitzen càmeres de vídeo i mostres de fems per avaluar-ne la salut i el comportament. Per això, el rinoceront de Java és la menys estudiada de totes les espècies de rinoceront. el febrer del 2011, la WWF i l'Autoritat dels Parcs Nacionals d'Indonèsia publicaren un vídeo que mostrava dos rinoceronts amb les seves cries. Aquest vídeo demostrà que l'espècie continua criant en estat salvatge, fet que es repetí el 2015.

## Taxonomia i nom

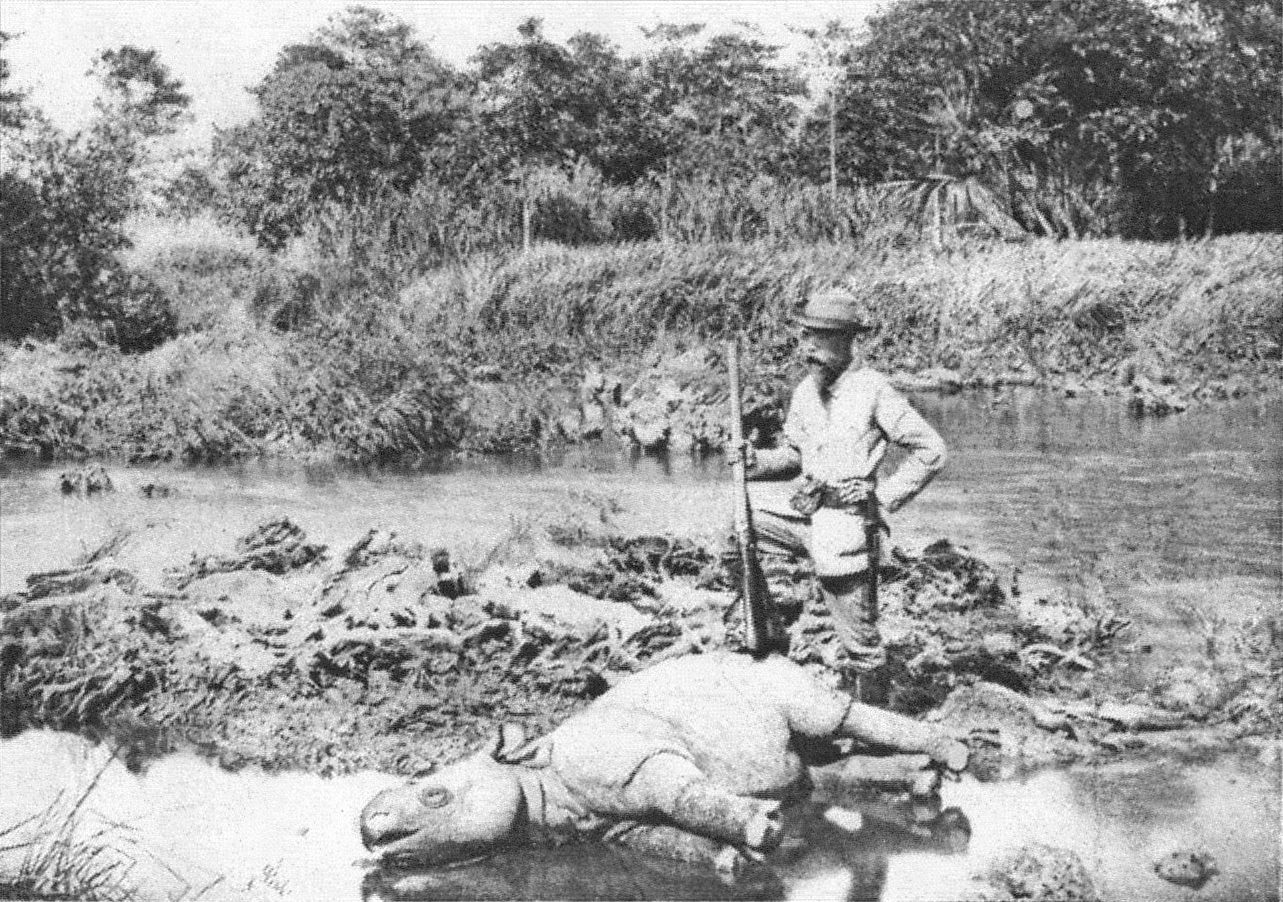
Un caçador europeu amb un rinoceront de Java mort (1895)

Els primers estudis del rinoceront de Java per naturalistes que no fossin de la seva regió tingueren lloc el 1787 quan se'n mataren dos exemplars a Java. Els cranis foren enviats al cèlebre naturalista neerlandès Petrus Camper, que morí el 1789 sense poder publicar el seu descobriment que els rinoceronts de Java eren una espècie distinta. Alfred Duvaucel matà un altre rinoceront de Java a l'illa de Sumatra i l'envià al seu padrastre Georges Cuvier, un cèlebre científic francès. Cuvier reconegué l'animal com a espècie distinta el 1822 i el mateix any fou identificat per Anselme Gaëtan Desmarest com a Rhinoceros sondaicus. Fou l'última espècie de rinoceront a ser identificada. Desmarest identificà originalment el rinoceront com a provinent de Sumatra, però més endavant ho corregí per dir que el seu exemplar era de Java.
El nom genèric Rhinoceros, que també inclou el rinoceront de l'Índia, deriva del grec: rhino significa 'nas' i ceros significa 'banya'; sondaicus deriva de Sunda, la regió biogeogràfica que inclou les illes de Sumatra, Java, Borneo i les illes més petites que les envolten.
Existeixen tres subespècies diferents, de les quals només dues són considerades vivents:
- Rhinoceros sondaicus sondaicus, la subespècie tipus, coneguda com a rinoceront de Java indonesi. Antigament visqué a Java i Sumatra. La població es limita actualment a no més de 40 animals al Parc Nacional d'Ujung Kulon, a l'extrem occidental de l'illa de Java. Un investigador ha suggerit que el rinoceront de Java de Sumatra pertanyia a una espècie diferent, R. s. floweri, però aquesta teoria no està àmpliament acceptada.[9][10]
- Rhinoceros sondaicus annamiticus, conegut com a rinoceront de Java vietnamita. Antigament s'estenia pel Vietnam, Cambodja, Laos, Tailàndia i Malàisia. Annamiticus deriva de la serralada Annamita del sud-est d'Àsia, que forma part de l'àmbit de distribució d'aquesta subespècie. Una única població, estimada a menys de dotze rinoceronts, viu en una àrea de bosc de terres baixes al Parc Nacional de Cat Tien, al Vietnam. Anàlisis genètiques suggereixen que l'últim avantpassat comú de les dues subespècies vivents es remunta a fa entre 2 milions i 300.000 anys.[10][11] Gent del Parc Nacional de Cat Tien ha dit que l'últim exemplar d'aquesta població fou mort per un caçador furtiu a finals del 2010. Si aquesta informació és autèntica, aleshores aquesta subespècie ja s'ha extingit.
- Rhinoceros sondaicus inermis, conegut com a rinoceront de Java indi. Antigament s'estenia de Bengala a Myanmar, però es creu que s'extingí a la primera dècada del segle xx. Inermis significa 'sense banyes', car el tret més característic d'aquesta subespècie és la petita banya que tenen els mascles i una manca evident de banya en les femelles. L'exemplar original d'aquesta espècie era una femella sense banyes. La situació política de Myanmar ha impedit avaluar la subespècie en aquest país, però es considera inversemblant que hagi sobreviscut.[12][13][14]

### Evolució

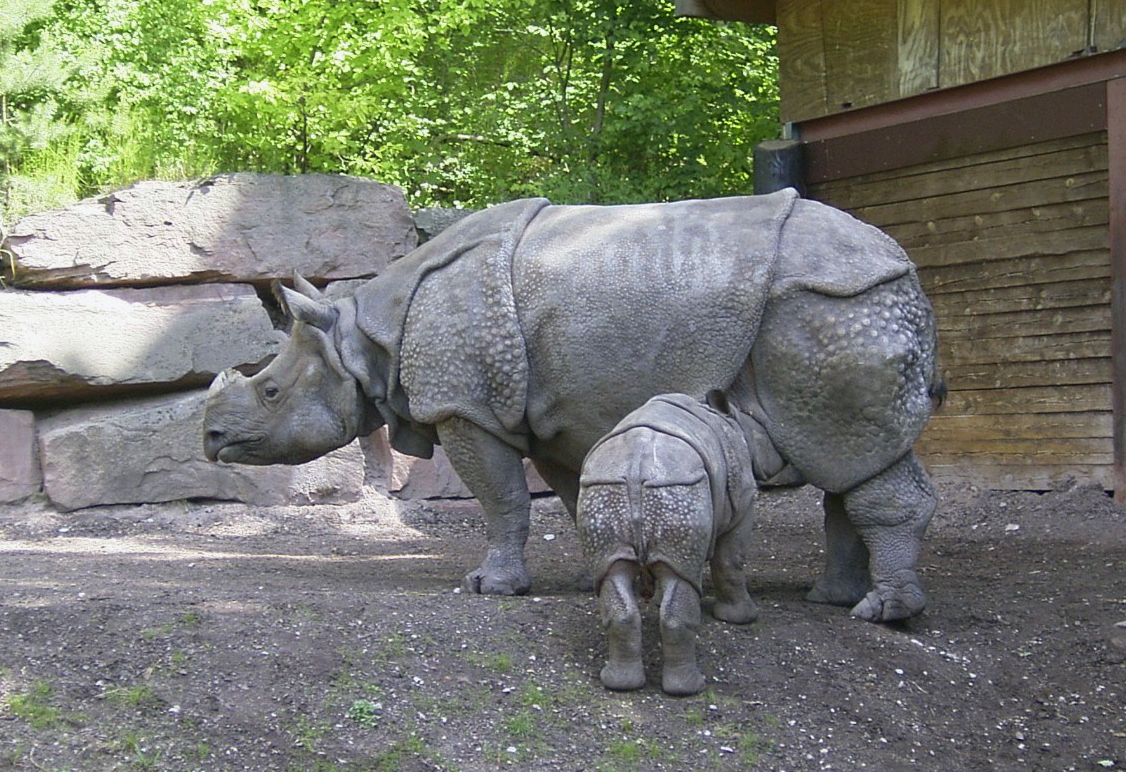
El rinoceront de l'Índia, presentat a la imatge, és un parent proper del rinoceront de Java; són els dos membres del gènere Rhinoceros.

Els rinoceronts ancestrals divergiren de la resta de perissodàctils a l'Eocè inferior. Comparacions de l'ADN mitocondrial mostren que els avantpassats dels rinoceronts moderns se separaren dels avantpassats dels èquids fa uns cinquanta milions d'anys. La família vivent, els rinoceròtids, aparegueren a l'Eocè superior a Euràsia i els avantpassats de les espècies vivents de rinoceront es dispersaren des d'Àsia a partir del Miocè.
Els rinoceronts d'Índia i de Java, els únics membres del gènere Rhinoceros, aparegueren en el registre fòssil a Àsia fa aproxidament 3,3-1,6 milions d'anys. Tanmateix, les estimacions moleculars suggereixen que les espècies podrien haver divergit molt abans, fa uns 11,7 milions d'anys. Tot i que pertanyen al gènere tipus, no es considera que els rinoceronts de l'Índia i de Java estiguin estretament relacionats amb la resta d'espècies de rinoceront. Diferents estudis han teoritzat que poden ser parents propers del gaindeteri i el punjabiteri, ja extints. Una anàlisi cladística detallada dels rinoceròtids situà Rhinoceros i l'extingit punjabiteri en un clade amb Dicerorhinus, el rinoceront de Sumatra. Altres estudis han suggerit que el rinoceront de Sumatra és més proper les dues espècies africanes. El rinoceront de Sumatra podria haver divergit dels altres rinoceronts asiàtics tan enrere com fa quinze milions d'anys.

## Descripció

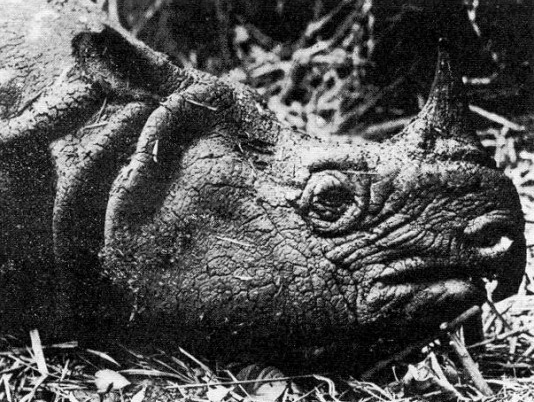
El cap d'un Rhinoceros sondaicus sondaicus mascle que fou mort el gener del 1934 a Sindangkerta (Java Occidental).

El rinoceront de Java és més petit que el seu cosí, el rinoceront de l'Índia, i la seva mida és semblant a la del rinoceront negre. El seu cos, incloent-hi el cap, pot mesurar fins a 3,1-3,2 metres de llarg i 1,4-1,7 metres d'alçada. Els informes sobre el pes dels adults varien entre 900 i 2.300 quilograms; com que estan en perill, no s'ha dut mai a terme un estudi per aconseguir mesurar amb precisió els animals i no és una prioritat fer-ho. No hi ha una diferència significativa de mida entre els sexes, però les femelles podrien ser lleugerament més grans. Els rinoceronts del Vietnam semblen significativament més petits que els de Java, basant-se en proves fotogràfiques i en mesures de les seves petjades.
Com el seu cosí indi, el rinoceront de Java té una única banya (les altres espècies vivents en tenen dues). La seva banya és la més petita de les de tots els rinoceronts vivents i sol mesurar menys de 20 cm; la més llarga descrita només feia 27 cm. El rinoceront de Java no sembla utilitzar sovint la banya per combatre, sinó que l'utilitza per remoure el fang dels rebolcadors, arrancar plantes per menjar-se-les i obrir-se pas a través de vegetació densa. De manera similar a les altres espècies brostejadores de rinoceront (els rinoceronts negre, de Sumatra i de l'Índia), el rinoceront de Java té un llavi superior llarg i puntat que fa servir per agafar l'aliment. Les seves incisives inferiors són llargues i afilades; quan el rinoceront de Java combat, utilitza aquestes dents. Darrere les incisives, dues fileres de molars amb corona baixa serveixen per mastegar plantes dures. Com tots els rinoceronts, el rinoceront de Ja té un bon olfacte i una bona oïda però té una vista molt pobra. S'estima que viu entre trenta i quaranta-cinc anys.
La seva pell, que és d'un color gris tacat o marró grisós, cau en plecs a l'espatlla, esquena i darrere. La pell té un patró en mosaic natural que dona al rinoceront una aparença d'estar blindat. Els plecs cervicals del rinoceront de Java són més petits que els del rinoceront de l'Índia, però formen igualment una forma de sella per sobre l'espatlla. Tanmateix, a causa dels riscs que comporta interferir amb una espècie tan amenaçada, el rinoceront de Java és estudiat principalment per mitjà de mostres de fems i càmeres. Rarament se'ls estudia, observa o mesura directament.

## Distribució i hàbitat

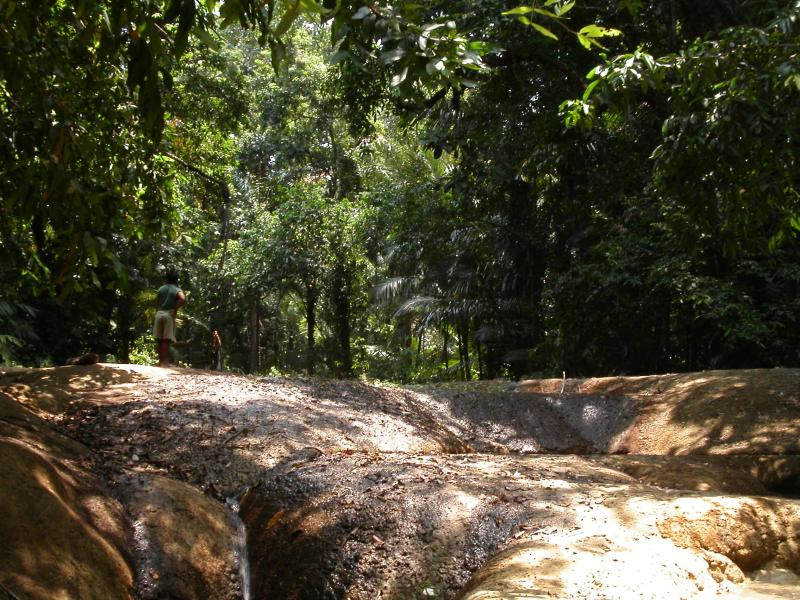
El Parc Nacional d'Ujung Kulon, a Java, és la llar de la majoria de rinoceronts de Java restants.

Fins i tot l'estimació més optimista suggereix que queden menys de cent rinoceronts de Java salvatges. Es considera que són possiblement el mamífer gran més amenaçat de tots; tot i que hi ha més rinoceronts de Sumatra, el seu àmbit de distribució no està tan protegit com els dels rinoceronts de Java i alguns conservacionistes els consideren com a més amenaçats. Només es té notícia de la supervivència del rinoceront de Java en dos indrets: el Parc Nacional d'Ujung Kulon, a l'extrem occidental de Java i el Parc Nacional de Cat Tien, uns 150 km al nord de Ciutat Ho Chi Minh.
Aquest animal s'estenia antigament d'Assam i Bengala (on la seva distribució s'encavalcava amb la dels rinoceronts de Sumatra i de l'Índia) vers l'est fins a Myanmar, Tailàndia, Cambodja, Laos i el Vietnam i vers el sud cap a la península de Malaca i les illes de Sumatra, Java i possiblement Borneo. El rinoceront de Java habita principalment a jungles denses de terres baixes, zones d'herbes altes i canyissars que són abundants en rius, grans planes inundables, o zones humides amb molts rebolcadors de fang. Tot i que tradicionalment preferia les terres baixes, la subespècie del Vietnam ha sigut empesa a altituds molt superiors (fins a 2.000 m), probablement a causa de l'ocupació del terreny per part dels humans i la caça furtiva.
L'àmbit de distribució del rinoceront de Java s'ha anat reduint des de fa com a mínim 3.000 anys. A principis del mil·lenni i aC, la distribució septentrional del rinoceront s'estenia fins a la Xina, però començà a desplaçar-se vers el sud a aproximadament 0,5 quilòmetres per any, a mesura que augmentava el nombre de poblacions humanes a la regió. És probable que s'extingís a l'Índia a la primera dècada del segle xx. El rinoceront de Java fou caçat fins a l'extinció a la península de Malaca abans del 1932. Després de la guerra del Vietnam, el rinoceront del Vietnam fou considerat extingit arreu de l'Àsia continental. Caçadors i llenyataires de Cambodja diuen haver vist rinoceronts de Java a les muntanyes Cardamom, però no se n'ha trobat proves. També podria haver existit una població a l'illa de Borneo, tot i que aquests exemplars podrien haver estat rinoceronts de Sumatra, dels quals encara hi queda una petita població.

## Comportament
El rinoceront de Java és un animal solitari, excepte les parelles sexuals i les mares amb les seves cries. A vegades, es congreguen en petits grups al voltant de salt licks i rebolcadors de fang. Rebolcar-se en fang és un comportament comú de tots els rinoceronts; els permet mantenir la temperatura corporal fresca i ajuda a evitar malalties i infestació per part de paràsits. El rinoceront de Java no sol excavar els seus propis rebolcadors, sinó que prefereix utilitzar els que han excavat altres animals o rebolcadors creats naturalment, fent servir les banyes per a engrandir-los. Les fonts de sal també són essencials a causa dels nutrients essencials que l'animal obté de la sal. Els territoris dels mascles fan uns 12-20 km², sent més grans que els de les femelles, que mesuren uns 3-14 km². Els territoris dels mascles s'encavalquen menys que els de les femelles. No se sap si hi ha combats territorials.
Els mascles marquen el seu territori amb piles de fems i orina. També sembla que utilitzen rascades fetes a terra amb les potes i arbres joves torts per comunicar-se. Els membres d'altres espècies de rinoceronts tenen el peculiar costum de defecar en enormes piles de fems i després fregar les potes posteriors als excrements. Els rinoceronts de Sumatra i de Java també defequen en piles, però no hi freguen les potes. Es creu que aquesta adaptació en el comportament té un motiu ecològic; als boscos humits de Java i Sumatra, aquest mètode podria no ser útil per escampar olors.
El rinoceront de Java és molt més silenciós que el de Sumatra; se n'han registrat molt poques vocalitzacions. Els rinoceronts adults no tenen cap predador conegut a part dels humans. Són tímids, particularment al Vietnam i es retiren als boscos espessos quan senten humans a prop. Tot i que és una característica valuosa des del punt de vista de la supervivència, fa que els rinoceronts siguin difícils d'estudiar. Tanmateix, si els humans s'hi acosten massa, el rinoceront de Java esdevé agressiu i ataca, clavant les incisives del maxil·lar inferior mentre fa força cap amunt amb el cap. El seu comportament relativament antisocial podria ser una adaptació recent a les pressions sobre les poblacions; les proves històriques suggereixen que, com els altres rinoceronts, antigament aquesta espècie era més gregària.

### Dieta
El rinoceront de Java és herbívor i menja diverses espècies de plantes, especialment els brots, les branquetes, les fulles fresques i la fruita que cau. La majoria de les plantes preferides per aquest mamífer creixen en zones assolellades; en clarianes, matollars i altres tipus de vegetació sense arbres grans. El rinoceront fa caure arbres joves per agafar-ne menjar, que arranca amb el seu llavi superior prènsil. Té l'alimentació més adaptable de tots els rinoceronts; actualment és un brostejador pur, però antigament és probable que fos tant un brostejador com un pasturador. Menja al voltant de 50 kg d'aliment cada dia. Com el rinoceront de Java, necessita sal a la dieta. Les fonts de sal habituals al seu àmbit de distribució històric no existeixen a Ujung Kulon, però s'hi ha observat rinoceronts bevent aigua de mar, probablement a causa d'aquesta necessitat nutricional.

### Reproducció
Els costums sexuals del rinoceront de Java són difícils d'estudiar, car l'espècie només és observada rarament i cap zoològic té exemplars. Les femelles assoleixen la maduresa sexual als 3-4 anys, mentre que els mascles són sexualment madurs als 6 anys. Es calcula que la gestació dura uns 16-19 mesos. Les femelles tenen una ventrada cada 4-5 anys i la cria deixa de mamar després d'uns dos anys. Les altres quatre espècies de rinoceront tenen totes un comportament reproductiu similar i se suposa que el rinoceront de Java segueix la regla.

## Conservació

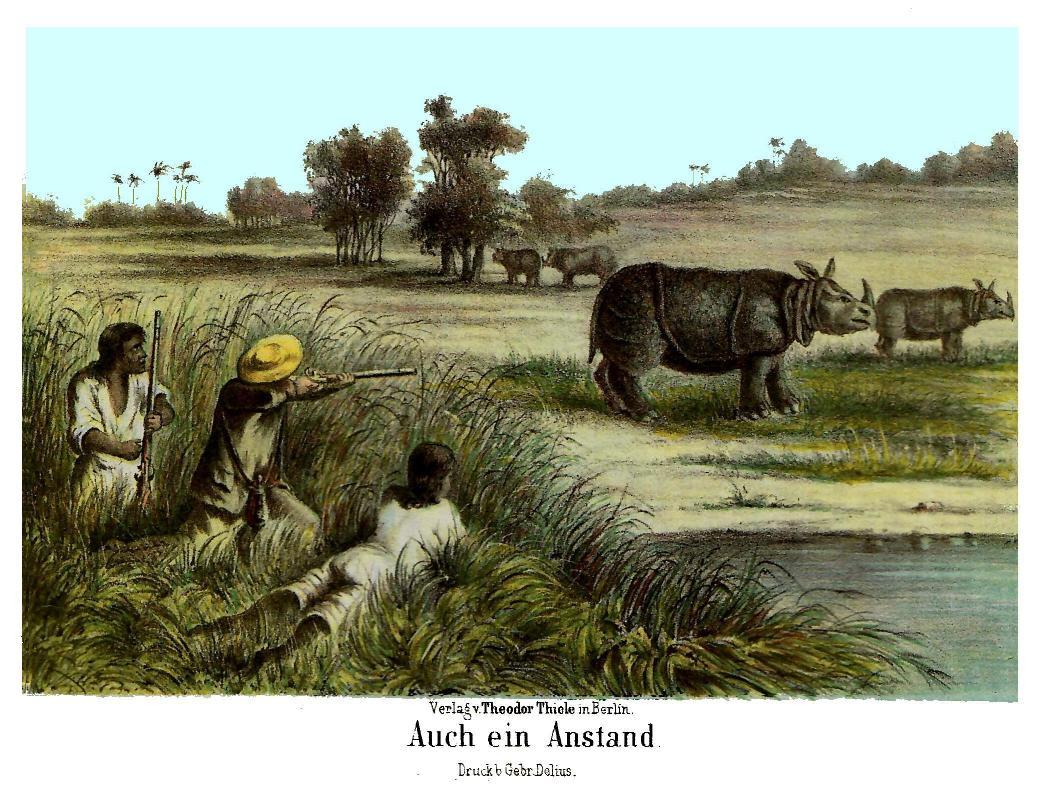
Aquesta pintura del 1861 mostra la caça d'un rinoceront de Java.

La causa principal del declivi constant del rinoceront de Java ha sigut la caça furtiva per les seves banyes, un problema que afecta totes les espècies de rinoceronts. Els rinoceronts han estat un bé comercial a la Xina des de fa més de dos mil·lennis, on es creu que tenen propietats curatives en la medicina tradicional xinesa. Històricament, s'utilitzava la seva pell per fer armadures pels soldats xinesos i algunes tribus del Vietnam creien que la pell podia fer-se servir per produir un antídot pel verí de les serps. Com que la distribució del rinoceront cobreix moltes zones pobres, ha sigut difícil convèncer els habitants perquè no matin aquest animal aparentment inútil que podrien vendre per una gran quantitat de diners. Quan la Convenció sobre el Comerç Internacional d'Espècies Amenaçades de Fauna i Flora Salvatges entrà en vigor el 1975, el rinoceront de Java fou posat sota la protecció total de l'Apèndix I: tot comerç internacional de rinoceronts de Java o productes derivats d'ells és il·legal. Estudis del mercat negre de banyes de rinoceronts han determinat que les banyes de rinoceronts asiàtics es venen a un preu de fins a 30.000 $ per quilogram, el triple del valor de les banyes dels rinoceronts africans.
La pèrdua d'hàbitat a causa de l'agricultura també ha contribuït al seu declivi, tot i que aquest ja no és un factor tan significatiu, car el rinoceront només viu en dos parcs sota protecció nacional. La deterioració dels hàbitats ha obstaculitzat la recuperació de les poblacions de rinoceronts que havien estat víctimes de la caça furtiva. Fins i tot amb tots els esforços que es fan per protegir-lo, les previsions de supervivència del rinoceront són dolentes. Com que les poblacions estan limitades a dues àrees petites, són molt vulnerables a les malaltis i als problemes de consanguinitat. Els geneticistes de la conservació estimen que caldria una població de cent rinoceronts per preservar la diversitat genètica de l'espècie.

### Ujung Kulon
La península d'Ujung Kulon quedà devastada per l'erupció del volcà Krakatoa el 1883. El rinoceront de Java recolonitzà la península després de l'explosió, però els humans no tornaren mai en grans nombres, creant així un santuari. El 1931, quan el rinoceront de Java estava al límit de l'extinció a Sumatra, el govern d'Indonèsia declarà el rinoceront espècie protegida per la llei i encara ho és avui en dia. El 1967, quan es feu el primer cens dels rinoceronts d'Ujung Kulon, només es comptabilitzaren 25 animals. El 1980, la població s'havia doblat i des d'aleshores ha romàs amb aproximadament cinquanta rinoceronts. Tot i que els rinoceronts d'Ujung Kulon no tenen depredadors naturals, han de competir pels recursos escassos amb bòvids salvatges, cosa que podria estar mantenint el nombre de rinoceronts per sota de la capacitat de càrrega de la península. Ujung Kulon és gestionat pel Ministeri de Silvicultura d'Indonèsia. El 2006 es descobriren proves d'almenys quatre bebès de rinoceront, el màxim que s'ha documentat mai en aquesta espècie.

### Cat Tien
Els pocs membres que queden de R. s. annamiticus viuen al Parc Nacional de Cat Tien, al Vietnam. Antigament s'estenia pel sud-est d'Àsia, però després de la guerra del Vietnam es considerà extingit el rinoceront de Java. Les tàctiques utilitzades al conflicte feren estralls sobre els ecosistemes de la regió: l'ús de napalm, l'estesa defoliació provocada per l'agent taronja, els bombardejos aeris i l'ús de mines terrestres. La guerra també omplí la zona d'armes barates. Després de la guerra, molts vilatans pobres que anteriorment havien utilitzat mètodes com ara forats-trampa passaren a disposar d'armes letals, cosa que els permeté esdevenir caçadors furtius eficients. La suposició que la subespècie s'havia extingit fou desmentida el 1988, quan un caçador disparà a una femella adulta, demostrant que R. s. annamiticus havia aconseguit sobreviure a la guerra. El 1989, uns científics exploraren als boscos meridionals del Vietnam a la recerca de proves de més supervivents. Es trobaren petjades fresques d'almenys quinze rinoceronts diferents al llarg del riu Dong Nai. Principalment a causa del rinoceront, la regió en què vivien esdevingué part del Parc Nacional de Cat Tien el 1992.
Al Vietnam, es tem que la població hagi caigut més enllà de qualsevol possibilitat de recuperació i alguns conservacionistes calculen que hi queden entre tres i vuit rinoceronts, possiblement sense cap mascle. Els conservacionistes debaten sobre si el rinoceront del Vietnam té possibilitats de sobreviure; alguns argumenten que caldria introduir rinoceronts d'Indonèsia en un intent de salvar la població, mentre que d'altres opinen que la població s'hauria de recuperar.

### En captivitat
Fa més d'un segle que no s'han exhibit rinoceronts de Java en un zoo. Al segle xix s'exhibiren un mínim de quatre rinoceronts a Adelaida, Calcuta i Londres. S'ha documentat que com a mínim vint-i-dos rinoceronts de Java han estat conservats en captivitat i és possible que en fossin més, car aquesta espècie era confosa a vegades amb el rinoceront de l'Índia. El rinoceront de Java mai no prosperà en captivitat: el més vell morí a l'edat de vint anys, aproximadament la meitat del que podria haver viscut en estat salvatge. L'últim rinoceront de Java en captivitat morí al Zoo d'Adelaida (Austràlia) el 1907, quan se sabia tan poc sobre l'espècie que era exhibit com un rinoceront de l'Índia. Com que un programa llarg i car per criar rinoceronts de Sumatra en zoològics fracassà estrepitosament a la dècada del 1980 i del 1990, és inversemblant que s'intenti preservar l'espècie de Java en zoos.